# 北韭
北韭（学名：Allium lineare）是葱科葱属的植物。分布于中亚地区、西伯利亚、蒙古以及中国大陆的新疆等地，生长于海拔1,800米至2,400米的地区，一般生长在向阳山坡，目前已由人工引种栽培。